# Þingeyjarsveit
Þingeyjarsveit (in Umschrift Thingeyjarsveit) ist eine Gemeinde im Nordosten von Island.
Am 1. Januar 2023 hatte die Gemeinde 1393 Einwohner, davon lebten 107 in Laugar.

## Geografie

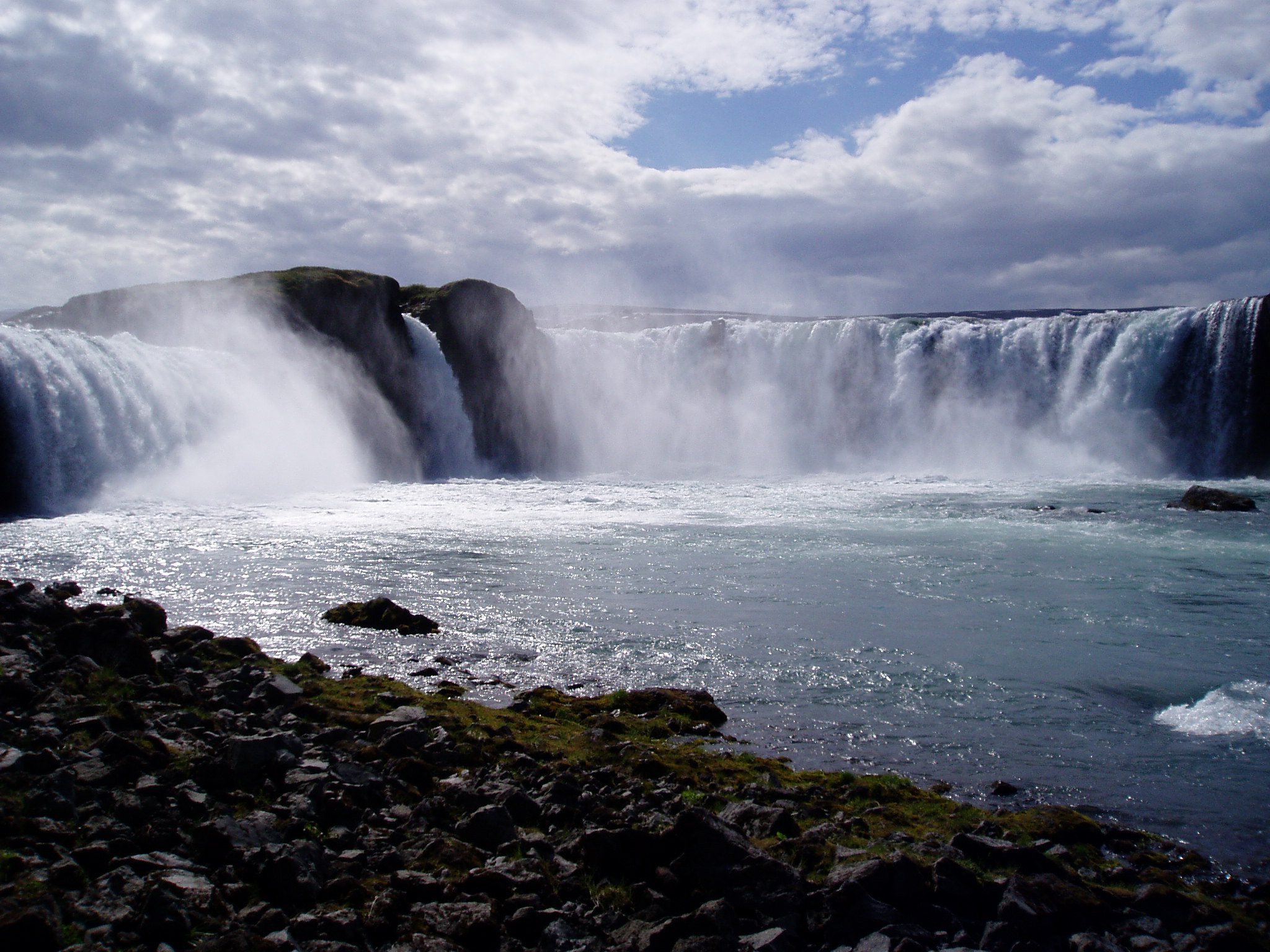
Wasserfall Goðafoss

Das langgestreckte, wasserreiche Gemeindegebiet zu beiden Seiten des Flusses Skjálfandafljót zieht sich von der Küste der Skjálfandi-Bucht mit der Insel Flatey im Norden bis zum Gletscher Tungnafellsjökull im Hochland im Süden. Auf dem Gemeindegebiet befindet sich der Wasserfall Goðafoss sowie das Birkenwaldgebiet Vaglaskógur, das entlang des Flusses Fnjóská verläuft.
Südlich der Skjálfandi-Bucht liegt das Gebiet Aðaldalshraun sowie das Aðaldalur und das Laxárdalur des Flusses Laxá. Der Hauptort der Gemeinde, Laugar, legt etwas weiter westlich, südlich des Vestmannsvatn. Westlich von Laugar liegt der Goðafoss, weiter westlich der Ljósavatn, südöstlich des Ortes der Másvatn und weiter südlich der Kálfborgarárvatn. Das Gebiet südlich von Laugar östlich des Skjálfandafljóts heißt Fljótsheiði. Weiter südlich liegen die Seen Svartárvatn und der etwas größere Íshólsvatn. Im Südwesten des Gemeindegebiets liegen die Seen Vegamótavatn und Fjórðungsvatn. Im Südosten des Gemeindegebiets liegt der Gletscher Vatnajökull. Der Schildvulkan Trölladyngja liegt auf der Gemeindegrenze mit Skútustaðahreppur nach Osten im Gebiet des großen Lavafeldes Ódáðahraun.
Südlich von Þingeyjarsveit befinden sich die Gemeinden Skaftárhreppur und Ásahreppur, westlich Eyjafjarðarsveit, im Nordwesten Svalbarðsstrandarhreppur und Grýtubakkahreppur und im Nordosten die Gemeinde Norðurþing.

## Geschichte
Die Gemeinde Þingeyjarsveit wurde am 15. November 2001 durch den Zusammenschluss der Landgemeinden Háls (Hálshreppur), Ljósavatn (Ljósavatnshreppur), Bárðdælahreppur und Reykdælahreppur gebildet.
Am 26. April 2008 wurde Aðaldalur (Aðaldælahreppur, Gemeindenummer 6609) nach Þingeyjarsveit eingemeindet.
Aðaldalur hatte einer Eingemeindung nach Húsavík in einem Referendum am 8. Oktober 2005 eine Absage erteilt.
Bei der Gemeindewahl am 14. Mai 2022 wurde der Zusammenschluss mit der Gemeinde Skútustaðahreppur vollzogen. 

## Sehenswürdigkeiten
Der Torfhof Grenjaðarstaður ist ein seit 1958 eröffnetes Museum. Auf dem Kárhóll-Anwesen etwa einen halben Kilometer südlich von Laugar liegt das auch für die Öffentlichkeit zugängliche Chinesisch-Isländische Arktisobservatorium.

## Einwohnerentwicklung

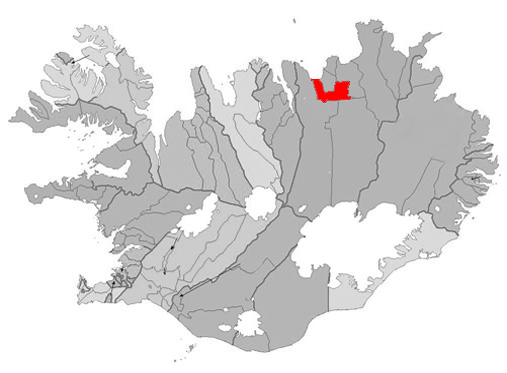
Lage der bis 2008 selbstständigen Gemeinde Aðaldalur in Island

Wie inzwischen die meisten Gebiete Islands außer dem Südwesten rund um die Hauptstadt Reykjavík war die Gegend von Þingeyjarsveit von starker Landflucht betroffen. Von 1997 bis 2005 betrug der Bevölkerungsrückgang 16 %. 2006 war ein Bevölkerungsanstieg zu verzeichnen, welcher sich 2007 wieder umkehrte.
| Jahr * | Einwohner Þingeyjarsveits   | Einwohner Aðaldalurs |
| ------ | --------------------------- | -------------------- |
| 1997   | 821 (Gebietsstand von 2001) | -                    |
| 2003   | 716                         | 280                  |
| 2004   | 698                         | 265                  |
| 2005   | 686                         | 256                  |
| 2006   | 699                         | 257                  |
| 2007   | 681                         | 261                  |
| 2008   | 945 (mit Aðaldalur)         | (266)                |

* jeweils zum 1. Dezember 

## Söhne und Töchter
- Múli: Jón Magnússon (1859–1926), isländischer Premierminister
- Sílalækur: Guðmundur Friðjónsson (1869–1944), isländischer Schriftsteller